# Drept nepatrimonial
Un drept nepatrimonial este un drept subiectiv strâns legat de persoana titularului, care nu are conținut economic, nu poate fi evaluat în bani.
De cele mai multe ori drepturile nepatrimoniale sunt reale, adică titularul dreptului este doar unul, iar celelalte persoane au obligația de a nu interveni în violarea acestuia. 
Sunt drepturi nepatrimoniale drepturi precum dreptul la viață, dreptul la libertatea de exprimare, dreptul la intimitate, dreptul la educație, etc.